# Teushen
Teushen är ett utdött språk i Argentina vars sista talare avled i början av 1900-talet. Språket hött chonspråkens fastländska gruppen tillsammans med tehuelche som är dess närmaste släktspråk. Teushen delas i två huvuddialekter: sydlig och nordlig.